# Ptilodactyla acuta
Ptilodactyla acuta är en skalbaggsart som beskrevs av Johnson och Freytag 1978. Ptilodactyla acuta ingår i släktet Ptilodactyla och familjen Ptilodactylidae. Inga underarter finns listade i Catalogue of Life.